# Шарлотта Прусская (1860—1919)
Шарло́тта Пру́сская (нем. Charlotte von Preußen), полное имя Виктория Елизавета Августа Шарлотта Прусская (нем. Victoria Elisabeth Augusta Charlotte von Preußen; 24 июля 1860, Потсдам — 1 октября 1919, Баден-Баден), — прусская принцесса, старшая дочь короля Пруссии и императора Германии Фридриха III и британской принцессы Виктории Саксен-Кобург-Готской. В замужестве — последняя герцогиня Саксен-Мейнингенская.
Шарлотта была весьма трудным ребёнком и равнодушной ученицей. Отношения принцессы с требовательной матерью были напряжёнными. По мере взросления Шарлотта проявляла склонность к распространению сплетен и причинению неприятностей окружающим. В возрасте шестнадцати лет она окончательно отказалась подчиняться родителям, а уже два года спустя вышла замуж за саксен-мейнингенского принца Бернгарда; слабовольный муж не смог повлиять на принцессу. Известная своей эксцентричностью, Шарлотта наслаждалась берлинским обществом, часто оставляя своего единственного ребёнка, принцессу Феодору, на попечении членов семьи, из-за чего впоследствии отношения с дочерью у неё были весьма напряжёнными.
В 1888 году брат Шарлотты, Вильгельм, унаследовал немецкий трон; социальное влияние принцессы возросло: на протяжении почти всего правления брата она была известна своими интригами и проводила жизнь между приступами болезни и легкомысленно-экстравагантными занятиями при дворе. В 1914 году супруг Шарлотты унаследовал Саксен-Мейнингенское герцогство, однако потерял его по результатам Первой мировой войны. В 1919 году в Баден-Бадене у принцессы случился сердечный приступ, приведший к смерти. Всю жизнь она жаловалась на плохое самочувствие; большинство историков сходятся во мнении, что Шарлотта страдала порфирией — генетическим заболеванием, которое передалось и её единственной дочери.

## Ранние годы

### Происхождение
Виктория Елизавета Августа Шарлотта Прусская появилась на свет 24 июля 1860 года в Новом дворце Потсдама и была старшей дочерью и вторым ребёнком из восьми детей принца Фридриха Прусского и британской принцессы Виктории. По отцу девочка была внучкой будущего короля Пруссии и императора Германии Вильгельма I и Августы Саксен-Веймар-Эйзенахской; по матери — королевы Великобритании и Ирландии и императрицы Индии Виктории и Альберта Саксен-Кобург-Готского.
Шарлотта стала первой внучкой британской королевы, и та хотела, чтобы девочку назвали в честь неё, однако прусские родственники новорождённой желали назвать её в честь российской императрицы, жены Николая I Александры Фёдоровны, в девичестве Шарлотты Прусской. В качестве компромисса первым именем принцессы стало «Виктория», однако её всегда называли четвёртым именем «Шарлотта». Свои второе и третье имена, Елизавета и Августа, девочка получила в честь бабки по отцу Августы Саксен-Веймар-Эйзенахской и двоюродной бабки по отцу королевы Елизаветы Людовики Баварской.
Семья Шарлотты по отцу принадлежала к династии Гогенцоллернов — королевскому дому, который правил немецким королевством Пруссия с XVII века. К концу первого года жизни принцессы её отец стал прусским кронпринцем, поскольку её дед Вильгельм I взошёл на прусский трон после смерти брата в 1861 году. Мать девочки, в семье известная под прозвищем Викки, была старшей дочерью британской королевы Виктории и Альберта Саксен-Кобург-Готского, а сама Шарлотта и её старший брат Вильгельм стали единственными внуками принца Альберта, рождёнными при его жизни. Шарлотта дважды виделась с дедом по матери: Альберт и Виктория посетили свою старшую дочь и внуков, когда девочке было два месяца, а Викки и Фридрих, в свою очередь, привезли Вильгельма и Шарлотту с визитом в Англию в июне 1861 года — за шесть месяцев до смерти Альберта.

### Образование и воспитание
Семья Шарлотты проводила зиму в Берлине, а лето в Потсдаме, кроме того, несколько раз в год детей вывозили в загородное поместье. В 1863 году родители принцессы приобрели обветшалый дом и перестроили его в ферму, что позволило семье периодически наслаждаться деревенской жизнью. Фридрих был любящим мужем и отцом, однако обязанности офицера прусской армии отдаляли его от семьи. Викки была весьма требовательной матерью, ожидавшей от детей проявления морального и политического лидерства, и в отсутствие мужа она тщательно контролировала образование и воспитание своего потомства. Когда Виктория только прибыла в страну своего мужа, она стала свидетелем непрерывных споров и интриг в прусской королевской семье; это укрепило её веру в превосходство английской культуры, поэтому Викки воспитывала своих детей по английскому образцу и успешно привила им любовь к своей родной стране благодаря такому воспитанию и частым совместным поездкам в Великобританию.
Изначально кронпринцесса была близка со старшей дочерью, однако со временем всё изменилось: к тому моменту, когда Шарлотте исполнилось два года, она стала известна как «сладкая непослушная маленькая Дитта» и оказалась самым трудным из восьми детей в семье. Уже будучи маленькой девочкой, принцесса вела себя беспокойно и часто проявляла смятение. Кроме того, Викки не могла справиться с привычкой дочери грызть ногти, появившейся у неё в раннем детстве: профилактические меры, такие как принудительное ношение перчаток, обеспечивали только временное отучение девочки. Королева Виктория писала дочери по этому поводу: «…скажите Шарлотте, что я была потрясена, услышав, что она грызёт ногти. Бабушка не любит непослушных маленьких девочек». В 1863 году кронпринцесса записала в своём дневнике: «Её маленький ум кажется слишком активным для её тела — она такая нервная и чувствительная и так быстра. Её сон не такой крепкий, как должен быть, — и она такая худенькая». Шарлотта закатывала долгие истерики, которые её мать описывала как «вспышки ярости и упрямства, [когда] она дико вопит». Кроме психических припадков, у принцессы наблюдались недостаток веса и проблемы с пищеварением.
К ужасу своей матери, которая высоко ценила образование, Шарлотта совершенно не интересовалась учёбой. Гувернантка принцессы заявляла, что никогда не видела «бо́льших трудностей», чем с Шарлоттой, в то время как Викки однажды написала о дочери в письме своей матери: «…глупость не грех, но она делает образование тяжёлой и трудной задачей». Кронпринцесса редко скрывала свои истинные мысли о тех, кто разочаровал её, и прямо призывала своих детей прилагать все свои усилия и помогала им избегать тщеславия. Королева Виктория призывала дочь ободрять, а не упрекать Шарлотту, не ожидая, что маленькая принцесса разделит вкусы самой Викки. Биограф Джеррольд Паккард считает вероятным, что «симпатичная, но нервная и угрюмая девочка с раннего возраста чувствовала разочарование [своей матери], что увеличивало пропасть между ними».
Со временем испортились отношения и между тремя старшими и тремя младшими детьми в семье из-за отношения их матери. Смерть маленьких братьев Шарлотты Сигизмунда и Вальдемара в 1866 и 1879 годах соответственно опустошила кронпринцессу Викторию. Историк Джон Рель утверждает, что трое старших детей Викки «никогда не могли соответствовать [её] идеализированной памяти о двух мёртвых принцах». Строгого воспитания Викки, в котором росли её старшие дети Вильгельм, Шарлотта и Генрих, избежали младшие Виктория, София и Маргарита. Старшие дети, в свою очередь, чувствуя разочарование матери, были возмущены потаканием Викки их младшим сёстрам. Однако историк Джон Ван дер Кисте считает, что Викки относилась к Шарлотте с тем же уровнем одобрения, что и к младшим детям, а отношения между матерью и дочерью «были, возможно, более счастливыми».
Шарлотта была любимицей деда, с которым она часто виделась. Король Вильгельм и его жена Августа баловали внучку и поощряли её бунты против родителей, а сама принцесса часто принимала сторону королевской четы в спорах с Викки и Фридрихом. Восстания Шарлотты против родителей также поддерживал и канцлер Германии Отто фон Бисмарк, который имел политические разногласия с либеральными кронпринцем и кронпринцессой. Наиболее близкие отношения у принцессы сложились со старшим братом, хотя они отдалились после брака в 1881 году Вильгельма с Августой Викторией Шлезвиг-Гольштейн-Зондербург-Августенбургской, которую Шарлотта описывала как «простую, медлительную и застенчивую» принцессу. Вследствие такого отношения к его жене собственные отношения Шарлотты с любимым братом стали весьма сложными.

## Брак
К тому моменту, когда Шарлотте исполнилось четырнадцать лет, она выглядела и вела себя словно была гораздо младше: её мать писала, что принцесса «во всём — здоровьем, внешностью и умом — была как десятилетний ребёнок!». Внешне девушка была нескладной: у неё были короткие ноги, которые в сочетании с длинными талией и руками, делали её высокой, когда она сидела, но низкой, когда стояла; кроме того, у Шарлотты было довольно простое лицо. Она страдала от серьёзных проблем со здоровьем в течение большей части своей взрослой жизни; проблемы эти сопровождались почти непрерывным состоянием психического возбуждения и дикого волнения, сбивавшим с толку её врачей. Среди многочисленных проблем со здоровьем принцессы были ревматизм, боли в суставах, головные боли и бессонница.
Когда Шарлотта стала старше, она стала флиртовать практически со всеми мужчинами при дворе, распространять злые сплетни и учинять неприятности другим членам семьи; всё это кронпринцесса Виктория замечала в дочери и раньше, но надеялась, что принцесса перерастёт это. Викки охарактеризовала дочь как «вкрадчивого маленького котёнка, [который] когда захочет, может сильно любить». Кронпринцесса считала, что «за внешностью» Шарлотты скрывались «опасные черты характера».
В апреле 1877 года шестнадцатилетняя Шарлотта обручилась со своим троюродным братом Бернгардом, наследником немецкого княжества Саксен-Мейнинген. Согласно истории, описанной биографом кронпринцессы Виктории Ханной Пакулой, принцесса влюбилась в принца во время совместной поездки на автомобиле: её старший брат Вильгельм, находившийся за рулём, прибавлял скорость, чем пугал девушку, которая цеплялась за руку Бернгарда в поисках поддержки. Пакула добавляет, что эта внезапная, но временная страсть, вероятно, соответствовала «изменчивой» натуре Шарлотты. Ван дер Кисте считает, что решение принцессы выйти замуж за Бернгарда было также связано с желанием стать независимой от своих родителей — особенно от критиковавшей её матери.
Принц Бернгард, офицер армии, служивший в Потсдамском полку, ветеран недавней Франко-прусской войны, был на девять лет старше Шарлотты. Хотя он считался слабовольным, у него было много интеллектуальных интересов, в частности он увлекался археологией. Шарлотта не разделяла этих интересов, но кронпринцесса Виктория надеялась, что время, а также брак смогут изменить её дочь — настолько, что «по крайней мере, её злые качества не смогут причинить никакого вреда». Помолвка длилась почти год; в это время Викки готовила приданое для дочери. Свадьба состоялась в Берлине 18 февраля 1878 года; в тот же день состоялось бракосочетание родственницы Шарлотты Елизаветы Анны Прусской и Фридриха Августа Ольденбургского. На свадьбе присутствовали дяди принцессы по отцу Эдуард, принц Уэльский, и Артур, герцог Коннаутский, а также бельгийская королевская чета — Леопольд II и Мария Генриетта Австрийская.
Молодожёны поселились близ Нового дворца на небольшой вилле, где ранее проживала Августа фон Гаррах — морганатическая супруга короля Фридриха Вильгельма III. Они также приобрели виллу в Каннах; решение это разозлило кронпринца Вильгельма, который рассматривал Францию как вражескую страну. Шарлотта же любила проводить большую часть зимы во Франции, поскольку она надеялась, что её тёплый климат поможет облегчить ей жизнь и улучшить здоровье.

### Рождение дочери
На втором году брака, 12 мая 1879 года, Шарлотта родила дочь, названную Феодорой. Новорождённая принцесса стала первой внучкой кронпринца и кронпринцессы, а также первой правнучкой королевы Виктории. Шарлотта ненавидела ограничения, наложенные на неё во время беременности, и решила, что Феодора будет её единственным ребёнком — к большому огорчению матери. После рождения Феодоры её мать посвятила своё время развлечениям в Берлине и отправлялась в длительные поездки. Во время этих поездок Шарлотта оставляла дочь на попечении кронпринцессы Виктории, которую считала более ответственной матерью. Феодора часто посещала Фридрихсхоф — поместье, принадлежавшее кронпринцессе; в один из таких визитов Виктория заметила, что Феодора «действительно хороший маленький ребёнок, и ею гораздо легче управлять, чем её матерью».
Среди королевских семей той эпохи было необычно наличие только одного ребёнка, и Феодора, вероятно, переживала очень одинокое детство. Как и её мать, девочка страдала от болезней и различных физических заболеваний, а также от сильных мигреней. Феодоре также не хватало дисциплины в учёбе, в чём кронпринцесса Виктория обвиняла отсутствие родительского руководства, поскольку Шарлотта и Бернгард фактически отсутствовали в жизни дочери. Викки так прокомментировала это: «…атмосфера в доме не самая лучшая для ребёнка её возраста… С Шарлоттой в качестве примера, что ещё можно ожидать… Её родители редко бывали дома или [были] вместе… Она вряд ли знает, что такое домашняя жизнь!»

## Зрелые годы
Император Вильгельм I предоставил Шарлотте и её супругу виллу близ Тиргартена в Берлине и перевёл Бернгарда в городской полк. Шарлотта проводила бо́льшую часть своего времени в общении с другими дамами, катаясь с ними на коньках, сплетничая и устраивая и посещая званые ужины. По признанию её окружения, принцесса имела хорошее чувство стиля, а всю свою одежду она заказывала в Париже. Она также курила и пила, и многим нравилось посещать вечеринки, которые принцесса устраивала. Очень быстро в обществе Шарлотта заработала репутацию сплетницы, и многие считали её язвительной; кроме того, она была известна тем, что сходилась с кем-то, входила в их доверие, после чего распространяла их секреты.
Отец Шарлотты взошёл на германский императорский трон под именем Фридриха III в марте 1888 года, но уже в июне он умер от рака гортани. В период последнего этапа болезни Фридриха принцесса оставалась с ним, как и большинство её братьев и сестёр. После смерти императора на трон взошёл любимый брат Шарлотты Вильгельм; возросло и влияние принцессы при дворе, где она окружила себя сумасбродной группой дворян, дипломатов и молодых чиновников. В то время как Шарлотта постепенно примирилась с матерью во время болезни отца, после восшествия на престол Вильгельма между ними снова произошёл раскол: принцесса встала на сторону Вильгельма, который не желал ехать в Великобританию и посещать Золотой юбилей королевы Виктории; отправка кронпринца на торжества планировалась, когда Фридрих III был ещё жив, но уже тяжело болел, тогда же Вильгельм впервые высказал своё недовольство предстоящей поездкой. После восшествия Вильгельма на престол Шарлотта и Бернгард неизменно вставали на сторону нового императора, в то время как вдовствующую императрицу поддерживали младшие дочери. В одном из писем этого периода Викки охарактеризовала свою старшую дочь как «самую странную» и «едва ли в чём-то схожую со мной», а её супруга описывала как человека «дерзкого и грубого».

### Скандал вокруг анонимных писем
В начале 1891 года берлинское общество потряс скандал, разразившийся из-за серии анонимных писем, распространённых среди видных членов двора, включая и императорскую чету. Письма были написаны одним и тем же почерком и содержали непристойные сплетни, обвинения и интриги, касавшиеся самых влиятельных придворных. Некоторые письма включали также порнографические изображения, наложенные на фотографии членов императорской семьи. За четыре года было написано несколько сотен писем. Император Вильгельм приказал провести расследование, однако автор или авторы писем найдены не были. Некоторые современники считали, что Шарлотта, известная своим острым языком и любовью к сплетням, могла быть причастна к происходящему. Историки, однако, предполагали, что авторами писем были брат императрицы Августы Виктории Эрнст Гюнтер и его любовница, не ладившие с императрицей. Ясно было только одно: автор писем хорошо знал многих лиц в королевской семье, что, вероятно, делает его или её членом семьи или приближённым к ней придворным.
Во время скандала Шарлотта потеряла свой дневник, который содержал как семейные тайны, так и критические мысли о различных членах семьи; дневник был в конечном итоге передан Вильгельму, который так и не смог простить некогда любимую сестру за его содержание. В наказание Бернгард был переведён в полк в тихом городке Бреслау, что означало отлучение принцессы и её мужа от императорского двора. Будучи лицом, выплачивающим Шарлотте пенсион, Вильгельм также ограничил сестру и её мужа в возможности выезжать за пределы страны, если они не были готовы ехать без королевских почестей. В 1896 году императрица Августа Виктория обвинила принцессу в романтической связи с придворным Карлом Августом фон Дирсбургом. Шарлотта яростно отвергла все обвинения, в чём её поддержал супруг, который стал критиковать Гогенцоллернов за попытку удержать принцессу под контролем семьи. Бернгард решил уйти из армии и уехать с женой в Майнинген, однако конфликт из-за предполагаемой любовной связи Шарлотты решился сам собой, когда фон Дирсбург вернулся ко двору со своей женой. Тем не менее скандал с письмами и возможное участие в нём принцессы серьёзно подорвали репутацию императорской семьи.

### Отношения с дочерью
Чем старше становилась Феодора, тем чаще возникал вопрос о будущем браке юной принцессы. Изгнанный князь Пётр Карагеоргиевич, который был старше неё на тридцать шесть лет, предлагал себя в качестве жениха, хотя сделано это было, вероятно, в расчёте получить поддержку Пруссии при наследовании сербского престола. Неизвестно, что думала сама принцесса об этом союзе, однако её мать заявила, «что для такого трона Феодора слишком хороша». На роль будущего мужа принцессы также рассматривался Альфред, наследный принц Саксен-Кобург-Готский, — кузен Шарлотты и единственный сын герцогини Эдинбургской, которая была дружна с матерью Феодоры.
В конечном итоге в конце 1897 года Феодора обручилась с принцем Генрихом XXX Рейсс-Кёстрицким, о чём было объявлено в начале октября того года; они поженились 24 сентября 1898 года во время лютеранской церемонии в Бреслау. Не особенно богатый и титулованный Генрих служил капитаном 92-го брауншвейгского пехотного полка. Вдовствующая императрица Виктория была удивлена таким выбором жениха, в частности из-за его положения, но отметила, что невеста, по крайней мере, казалась счастливой. Пятнадцатилетняя разница в возрасте между новобрачными не смущала вдовствующую императрицу, и она писала: «Я очень рада, что он старше неё, и если он мудр, и надёжен, и непоколебим, он может сделать для неё много хорошего, и всё может получиться неплохо, но у неё был странный пример её матери, и сама она странное маленькое существо». Феодора была без ума от своего жениха и, скорее всего, искала способ избавиться от сомнительной жизни с родителями.
Благодаря службе супруга, получавшего назначения в разные города, Феодора много путешествовала по Германии. Однако замужество принцессы так и не улучшило её отношений с матерью: после визита пары в 1899 году Шарлотта написала, что Феодора «непонятная» и «замыкается, когда я пытаюсь повлиять на неё относительно её личности и здоровья». Шарлотта также не любила своего зятя и часто критиковала его внешность и неспособность контролировать своевольную жену. В отличие от своей матери, Феодора хотела иметь детей; неспособность забеременеть расстраивала её саму, но радовала её мать, у которой не было никакого желания иметь внуков.
Ван дер Кисте пишет, что Шарлотта и Феодора были схожи характерами: «…обе были волевыми личностями, которые любили сплетни и были готовы поверить в худшее друг в друге». В 1900 году Феодора посетила Виндзорский замок и в последний раз встретилась со своей прабабкой королевой Викторией, которая скончалась в следующем году. Генрих присутствовал на похоронах королевы в одиночестве, поскольку пошатнувшееся здоровье супруги не позволило ей покинуть дом. Феодора винила малярию в своём состоянии; Шарлотта же объявила членам семьи, что Генрих наградил жену венерическим заболеванием, что принцесса яростно отрицала. Шарлотта потребовала дочь сдать анализы её личному врачу, и когда она отказалась, убедила себя, что была права. В ответ Феодора отказалась посещать родительский дом и жаловалась членам семьи на «немыслимые» действия матери.
Многие годы члены семьи пытались помирить мать и дочь, однако все их действия были безуспешны. Шарлотта не писала дочери почти десять лет и возобновила переписку лишь тогда, когда Феодора перенесла опасную операцию, которая должна была помочь ей зачать. И хотя принцесса выразила возмущение тем, что такая операция была одобрена, она в итоге навестила дочь в санатории по просьбе самой Феодоры.

### Герцогиня Саксен-Мейнингенская
В июне 1911 года Шарлотта присутствовала на коронации своего кузена Георга V в Лондоне, однако насладиться празднованиями ей не удалось: летняя жара заставила принцессу бо́льшую часть времени провести в постели с опухшим лицом и болью в конечностях. 25 июня 1914 года скончался свёкор Шарлотты, и её супруг унаследовал герцогство Саксен-Мейнинген. 28 июля разразилась Первая мировая война; Бернгард ушёл на фронт, в то время как его жена номинально осталась во главе герцогства. Во время войны Шарлотта всё чаще стала испытывала различные проблемы со здоровьем, включая хронические боли, отёки ног и проблемы с почками. Боли становились всё сильнее, и принцесса стала принимать опиум в качестве единственного эффективного лечения.
Окончание войны в 1918 году привело к политической гибели Германской империи, а также всех её многочисленных герцогств; следовательно, Бернгард был вынужден отречься от своей власти над престолом Саксен-Майнингена. В следующем году Шарлотта отправилась в Баден-Баден, где собиралась заняться лечением проблем с сердцем; там у неё случился сердечный приступ, в результате которого принцесса скончалась 1 октября 1919 года в возрасте 59 лет. Бернгард пережил жену на девять лет и был похоронен рядом с ней в парке замка Альтенштайн в Бад-Либенштайне, Тюрингия.

## Медицинский анализ
Большинство историков сходятся во мнении, что как Шарлотта, так и её дочь Феодора страдали порфирией — генетическим заболеванием, которое, как полагают, затронуло некоторых членов Британской королевской семьи, прежде всего короля Георга III. В книге «Пурпурный секрет: гены, „безумие“ и королевские дома Европы» (Purple Secret: Genes, 'Madness', and the Royal Houses of Europe) историк Джон Рель и генетики Мартин Уоррен и Дэвид Хант называют Шарлотту «занима[ющей] ключевое положение [в] поиске порфирийной мутации у потомков Ганноверов».
В качестве доказательств Рель приводит письма между Шарлоттой и её врачом, а также письма между ней и её родителями — переписку, длившуюся 25 лет; он обнаружил, что даже будучи маленькой девочкой, принцесса страдала гиперактивностью и расстройством желудка. Став молодой женщиной, Шарлотта тяжело болела тем, что её мать называла «отравлением малярией и анемией», а затем «невралгией, обмороками и тошнотой»; все эти симптомы были описаны Релем как «список симптомов порфирии из учебника, и это за несколько десятилетий до того, как расстройство было клинически идентифицировано». Рель также отмечает дополнительные признаки болезни, описанные в письмах между Шарлоттой и её врачом Эрнстом Швенингером, который следил за её здоровьем более двух десятилетий начиная с начала 1890-х годов; в них принцесса по-разному жалуется на «зубную боль, боль в спине, бессонницу, головокружение, тошноту, запор, мучительные блуждающие боли в животе, отёк кожи и зуд, частичный паралич ног и тёмно-красную или оранжевую мочу» — последний признак Рель называет «решающим диагностическим симптомом».
В 1990-х годах команда под руководством Реля эксгумировала тела Шарлотты и Феодоры и взяла биологические образцы каждой принцессы для тестирования. Как у матери, так и у дочери исследователи обнаружили мутацию, связанную с порфирией; хотя исследователи отмечают, что не могут быть «полностью уверены», что эта мутация была вызвана генетическим заболеванием, они считают, что это «бесспорно» на основании исторических и биологических доказательств. Исследователи также добавляют, что многие из тех же симптомов были обнаружены у матери Шарлотты Виктории, а также у других членов семьи, включая и саму королеву Викторию. Рель, Уоррен и Хант сделали вывод: «…ибо что ещё могло вызвать их страшные приступы хромоты и боли в животе и кожные высыпания — а в случае Шарлотты тёмно-красную мочу?»